# Нджогу, Энн
Энн Нджогу — кенийская активистка. В 2010 году она была директором Центра просвещения и информирования о правах, который среди прочего задокументировал случаи сексуального и гендерного насилия после всеобщих выборов в Кении в декабре 2007 года. Она также была разработчицей и лоббистом законопроекта Кении о сексуальных преступлениях, ставшего законом в 2006 году.
Помимо своей работы по вопросам сексуального и гендерного насилия, Нджогу была сопредседателем Многосекторального комитета по конституционной реформе, сопредседателем Форума совместного диалога по конституционной реформе и делегатом Национальной конференции по вопросам конституциональных реформ в Бомасе. В 2007 году представители государственной безопасности напали и арестовали её за то, что она потребовала от членов парламента пересмотреть свои зарплаты, которые были очень большими, несмотря на бедность Кении. Она и другие арестованные подали конституционную жалобу, широко известную как «Энн Нджогу и другие против государства», по результатам которой возможный срок содержания под стражей гражданина Кении был сокращён до 24 часов. В 2008 году она была соучредителем Конгресса гражданского общества, который работал над улучшением законодательства после актов насилия, случившихся после выборов в Кении в декабре 2007 года.
В 2008 году она подверглась избиению и сексуальным домогательствам со стороны полиции после ареста за подозрение о фактах коррупции при продаже отеля Grand Regency.
Нджогу в 2010 году получила Международную женскую награду за отвагу.
В 2012 году ей и её сыну было предъявлено обвинение в нападении на её отца, но в 2013 году их оправдали.